# Absolutely Fabulous: Der Film
Absolutely Fabulous: Der Film (Originaltitel: Absolutely Fabulous: The Movie) ist ein Kinofilm zur gleichnamigen Fernsehserie. Am 1. Juli 2016 kam der Film im Vereinigten Königreich in die Kinos, der deutschsprachige Kinostart war am 8. September 2016.

## Handlung

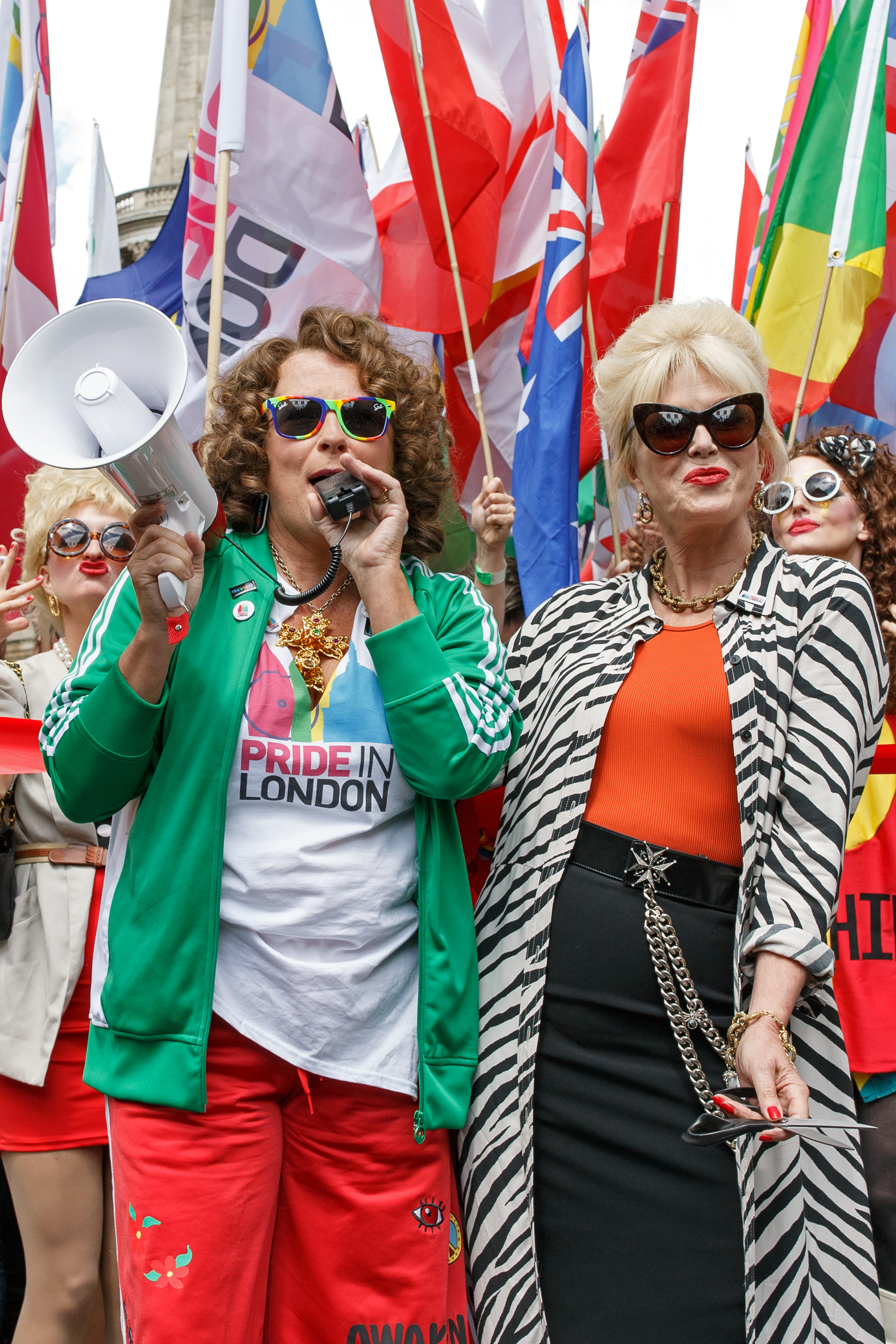
Jennifer Saunders (links) und Joanna Lumley (rechts) in den Rollen der Edina und Patsy bei Pride in London 2016

Patsy erfährt, dass Kate Moss ihre PR-Agentur wechseln möchte. Nachdem Eddy dies ebenfalls hört, setzt sie alles daran, Kate Moss als Klientin für sich zu gewinnen. Auf einem großen Londoner Modeevent versucht sie ihre Konkurrenten, darunter Allzeit-Feindin Claudia Bing, auszuspielen und stößt die auf einer Balkonbrüstung sitzende Kate Moss unabsichtlich in die Themse. Nachdem die Suche nach der Verunglückten erfolglos verläuft und Eddys Gesicht mit der Schlagzeile zu Moss’ Tod auf der Titelseite des Boulevardblatts The Sun erscheint, werden Eddy und Patsy gnadenlos von Paparazzi verfolgt. Um dem zu entkommen, setzen sich die beiden an die Französische Riviera ab und schmieden einen Plan, um der Flucht vor der Presse ein Ende zu setzen.

## Besetzung
Die Synchronisation erfolgte unter Dialogregie von Marius Clarén bei RC Production im Berliner Ortsteil Schmargendorf. Dialogbuch führte ebenfalls Marius Clarén.

### Hauptdarsteller und deren Synchronsprecher
| Rolle                   | Darsteller        | Synchronstimme    |
| ----------------------- | ----------------- | ----------------- |
| Edina „Eddy“ Monsoon    | Jennifer Saunders | Isabella Grothe   |
| Patricia „Patsy“ Stone  | Joanna Lumley     | Angela Stresemann |
| Saffron „Saffy“ Monsoon | Julia Sawalha     | Tina Eschmann     |
| June „Gran“ Monsoon     | June Whitfield    | Sabine Hahn       |
| Bubble                  | Jane Horrocks     | Kerstin Draeger   |

### Nebendarsteller und Cameos
Ähnlich wie in der Serie haben einige (vor allem britische) Stars und Prominente im Film Gastauftritte und Cameos. Zudem treten viele aus der Serie bekannte Nebendarsteller in ihren wiederkehrenden Rollen auf.
| Rolle                             | Darsteller (in alphabetischer Reihenfolge) | Synchronstimme     |
| --------------------------------- | ------------------------------------------ | ------------------ |
| Fashionista                       | Aiden Brady                                |                    |
|                                   | Alesha Dixon                               |                    |
|                                   | Alexa Chung                                |                    |
| Barbesitzer                       | Alexandra Campanacci                       |                    |
| Hipster-Mädchen bei der Mahnwache | Alicia Robinson                            |                    |
| Dame Edna Everage                 | Barry Humphries                            |                    |
| Assistenz von Claudia Bing        | Beattie Edmondson                          |                    |
| Bruno Tonioli                     | Bruno Tonioli                              | Jorge González     |
|                                   | Camilla Rutherford                         |                    |
|                                   | Cara Delevingne                            |                    |
| Claudia Bing                      | Celia Imrie                                | Monica Bielenstein |
| Hipster                           | Chloe Partridge                            |                    |
| Christopher                       | Chris Colfer                               | Dirk Petrick       |
|                                   | Christopher Biggins                        |                    |
| Marshall                          | Christopher Ryan                           | Michael Pan        |
|                                   | Daisy Lowe                                 |                    |
| Detektiv                          | Daniel Eghan                               |                    |
| Daniel Lismore                    | Daniel Lismore                             |                    |
| US-amerikanischer Kameramann      | David Burge                                |                    |
| Dawn French                       | Dawn French                                | Katharina Lopinski |
| Gefängnisinsassin                 | Deborah Tracey                             |                    |
| Emma Bunton                       | Emma Bunton                                | Antje von der Ahe  |
| Eunice Olumide                    | Eunice Olumide                             |                    |
| Polizist                          | Glenn Webster                              |                    |
| Gwendoline Christie               | Gwendoline Christie                        | Angela Wiederhut   |
| Fleur                             | Harriet Thorpe                             | Christin Marquitan |
| Catriona                          | Helen Lederer                              | Sabine Falkenberg  |
| Jerry Hall                        | Jerry Hall                                 | Traudel Sperber    |
| Joan Collins                      | Joan Collins                               | Ursula Heyer       |
| Jon Hamm                          | Jon Hamm                                   | Sascha Rotermund   |
| Kamil Lemie                       | Kamil Lemieszewski                         |                    |
| Kate Moss                         | Kate Moss                                  | Elisabeth von Koch |
| Magda                             | Kathy Burke                                | Katja Brügger      |
|                                   | Kelly Hoppen                               |                    |
|                                   | Kim Kardashian West                        |                    |
|                                   | Lara Stone                                 |                    |
| Reporterin                        | Laura Hydari                               |                    |
| Lily Cole                         | Lily Cole                                  | Anne Helm          |
| Lulu                              | Lulu                                       | Viola Sauer        |
| Huki Muki                         | Janette Tough                              |                    |
| Jean-Paul Gaultier                | Jean-Paul Gaultier                         | Klaus Kowatsch     |
| Jourdan Dunn                      | Jourdan Dunn                               | Conchita Wurst     |
| Liubliana                         | Marcia Warren                              | Eva-Maria Werth    |
| Joel                              | Mark Gatiss                                | Thomas Nero Wolff  |
| Paketzusteller von Net-a-Porter   | Michael Addo                               |                    |
| Bo                                | Mo Gaffney                                 | Marianne Groß      |
| Nigerianischer Reporter           | Momoh Michael                              |                    |
| Russische Frau                    | Nathalie Veck                              |                    |
| Rettungsschwimmer                 | Nathan Dellemme                            |                    |
| Caspar                            | Nick Mohammed                              | Marius Clarén      |
| Polizist                          | Paul Blackwell                             |                    |
|                                   | Perez Hilton                               |                    |
| Polizist                          | Pete Meads                                 |                    |
|                                   | Poppy Delevingne                           |                    |
| Stewardess                        | Rebel Wilson                               | Ursula Hugo        |
|                                   | Ruby Wax                                   |                    |
| Rylan Clark                       | Rylan Clark-Neal                           | Jörn Linnenbröker  |
|                                   | Sadie Frost                                |                    |
| Kellnerin                         | Sarah Sharman                              |                    |
| Verkäufer                         | Scott McGlynn                              |                    |
| Sekretärin vom Magazinherausgeber | Scherrikar Bell                            |                    |
| Stella McCartney                  | Stella McCartney                           | Claudia Gáldy      |
| Suki Waterhouse                   | Suki Waterhouse                            | Laurine Betz       |
| Russische Frau 2                  | Svetlana Marlier                           |                    |
| Violet                            | Wanda Ventham                              |                    |

## Produktion
Jennifer Saunders erwähnte gegenüber dem New York Magazine, dass sie einen Film zur Serie definitiv machen wolle. Als Kulisse habe sie die Französische Riviera im Blick gehabt. Im April 2013 gab sie in der Alan Carr Chatty Man Show allerdings bekannt, dass sie kein Film-Projekt zur Serie in Angriff nehmen würde, da der Cast „zu alt sei“.
Am 4. Januar 2014 bestätigte Saunders während eines Interviews in The Jonathan Ross Show, dass der Film nun doch definitiv gedreht wird, nachdem er so lange immer wieder im Gespräch war. Saunders sagte (im OT): „Joanna Lumley kept announcing it and saying, ‘Yes she’s going to do it,’ and then Dawn French on our radio show at Christmas said, ‘I bet £100,000 that you don’t write it’, so now I have to write it, otherwise I have to pay her £100,000.“.
(dt.: „Joanna Lumley kündigte es an und sagte, ‘Ja sie macht es’, und dann sagte Dawn French in unserer Weihnachtsradiosendung, ‘Ich wette £100,000, dass du es nicht schreiben wirst’, also muss ich es schreiben, sonst muss ich ihr £100,000 zahlen.“)
Im April 2014 bestätigte sie gegenüber BBC Breakfast, dass sie weiter an einem Film schrieb und sagte, dass der Film im Laufe des Jahres 2015 veröffentlicht werden solle.
Bereits Ende Juli 2014 bestätigte Saunders, sie wolle allen Gastdarstellern, die in der Serie auftraten, eine Rolle in dem Film geben. Einen Termin für den Kinostart gab sie nicht bekannt.
Anfang 2015 bestätigte Saunders dann, dass ein erster Drehbuchentwurf fertiggestellt wurde. Weiterhin gab sie bekannt, dass der Film als Edina and Patsy Ende 2015 anlaufen soll.
Während der Ausgabe der Sendung Loose Women am 29. April 2015 gab Saunders als Drehstart des Films Herbst 2015 bekannt und sagte, dass alle Hauptdarsteller und ein Großteil der Gastdarsteller der Serie im Film mitwirken würden. Drehort ist unter anderem London. Je nach Budget sollen auch Dreharbeiten in Südfrankreich stattfinden.
Im Juni 2015 suchte man nach einem 13-jährigen Mädchen für die Rolle von Saffrons Tochter Jane. Sie sollte vor allem taff sein, cool auftreten und ihre Mutter peinlich, ihre Großmutter aber großartig finden.
Joanna Lumley gab im Rahmen eines Interviews in der ITV-Sendung This Morning am 29. Juli 2015 bekannt, dass die Dreharbeiten zum neuen Film am 12. Oktober 2015 starten und rund acht Wochen dauern sollen. Gedreht wird auch im Süden Frankreichs.
Edina and Patsy wurde als Filmtitel verworfen, die offizielle Facebook-Seite trägt den Titel Absolutely Fabulous: The Movie.
Den Titelsong „Wheels on Fire“, eine Komposition von Bob Dylan, singt Kylie Minogue.